# Ça va chauffer, Sartana revient !
Pour plus de détails, voir Fiche technique et Distribution.
Ça va chauffer, Sartana revient ! (Su le mani, cadavere! Sei in arresto) est un western spaghetti italo-espagnol sorti en 1971, réalisé par León Klimovsky.

## Synopsis
La petite cité de Springfield est tyrannisée par un officier nordiste. Sando Kid est appelé à la rescousse par la fille d'un propriétaire de la région, Eleonor.

## Fiche technique
- Titre français : Ça va chauffer, Sartana revient !
- Titre original italien : Su le mani, cadavere! Sei in arresto
- Genre : Western spaghetti
- Réalisation : León Klimovsky
- Scénario : Enrico Zuccarini, Jesus Maria Elorrietta, Sergio Bergonzelli, José Luis Navarro
- Production : Sergio Bergonzelli pour Sara Film, Dauro Films
- Photographie : Antonio Maccoppi
- Montage : Juan Pisón, José Antonio Rojo
- Effets spéciaux = Antonio Molina
- Musique : Alessandro Alessandroni
- Décors : Cruz Baleztena
- Costumes : Giovanna Natili
- Maquillage : Manolita Ponti, Stefano Scarozza
- Durée : 94 minutes
- Format d'image : 2.35:1
- Langue : italien, espagnol
- Pays :  Italie,  Espagne
- Année de sortie : 1971
- Distribution en Italie : Indipendenti regionali
- Date de sortie en salle en France : 2 novembre 1974[1]

## Distribution
- Peter Lee Lawrence : Sando Kid
- Espartaco Santoni : Dollaro
- Franco Agostini : Frère Bamba
- Aldo Sambrell : Lee Grayton
- Helga Liné : Maybelle
- Maria Zanandrea : Leonor
- Tomás Blanco
- Aurora de Alba
- Giovanni Santoponte